# Balanço sexual

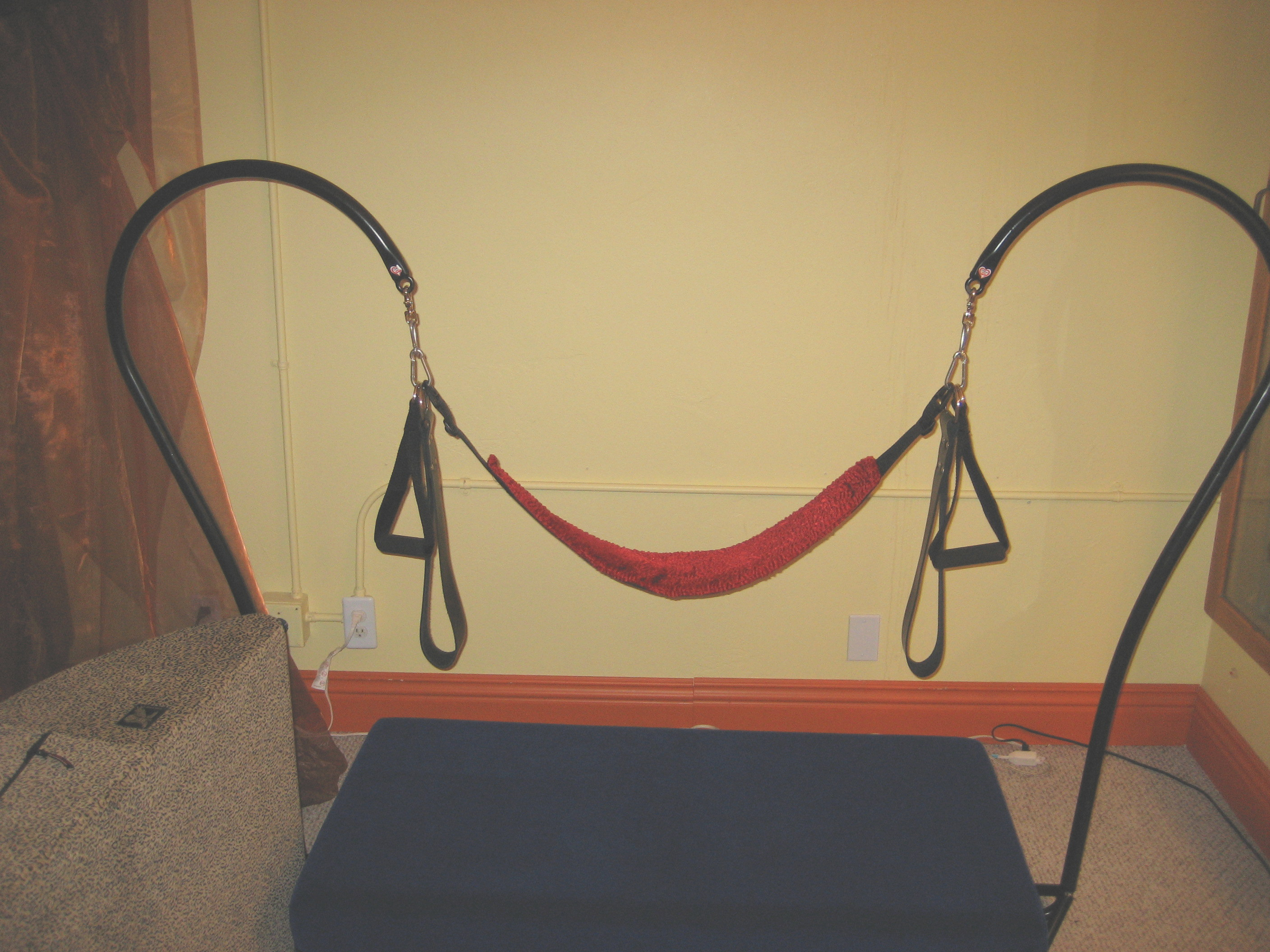
Um balanço sexual

Um balanço sexual (também conhecido como estilingue) é um tipo de arreio projetado para permitir a relação sexual entre um parceiro suspenso pelo balanço e outro que se move livremente. Embora haja uma variedade considerável entre os modelos, os balanços sexuais mais comuns têm um suporte para as costas, outro para as nádegas e estribos para cada perna, que podem ser ajustados enquanto o usuário está suspenso.

## Descrição

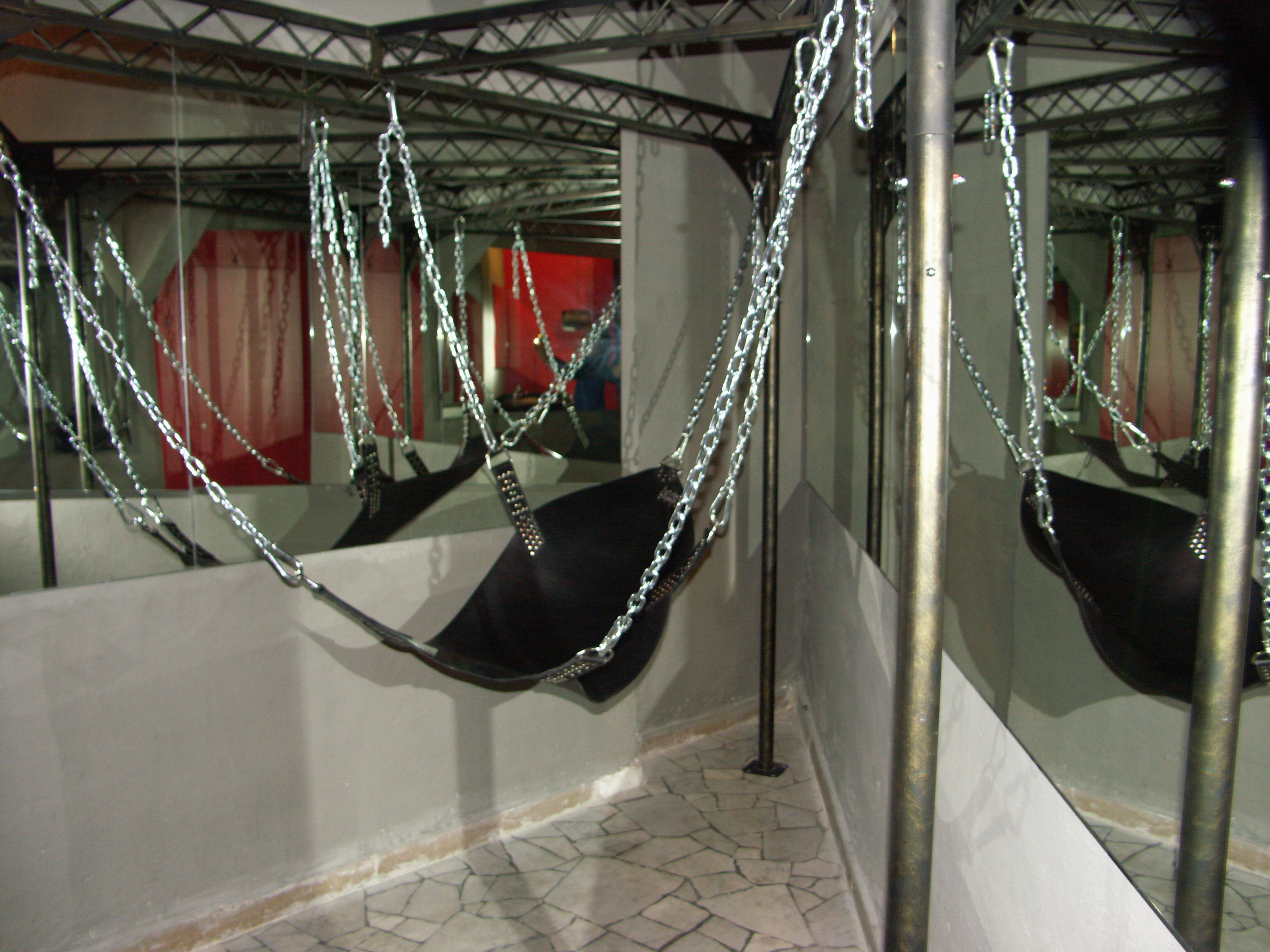
Tipo de balanço sexual em formato de rede de descanso

Um balanço sexual é projetado para auxiliar atividades sexuais. Os materiais para a construção desses dispositivos incluem correias de náilon, lona, couro, neoprene, borracha, madeira e aço.  Os modelos fornecem acesso à genitália do parceiro, bem como ao períneo, nádegas e áreas anais, apoiando o indivíduo em uma posição confortável, com os quadris flexionados, para permitir que o parceiro passivo relaxe completamente.

## Tipos de balanços
Existem muitas variações de balanços que podem ser divididas em quatro tipos básicos: estilingues sexuais, balanços sexuais tradicionais, balanços sexuais de portas e balanços sexuais corporais.
Estilingues sexuais são uma categoria de balanços sexuais que incluem um grande painel para apoiar todo o corpo. Geralmente são feitos em couro, tecido ou madeira. Um estilingue sexual tem um número mais limitado de opções de posição do que alguns outros estilos de balanços. Suas subcategorias incluem estilingues sexuais tradicionais e estilingues sexuais de plataforma.
Balanços sexuais tradicionais são compostos por duas alças primárias e estribos. Modelos com opções adicionais, que contam com alças e apoios para a cabeça, também estão disponíveis. Existem muitas opções de instalação, incluindo ganchos de teto, suportes e entre as paredes de um corredor. O balanço de sexo tradicional possui maior versatilidade quanto a opções de posições sexuais. Suas subcategorias incluem balanços de fixação, balanços de bondage, balanços de gancho único e balanços de gancho duplo.
Balanços sexuais de portas são um tipo de balanço que se instala sobre uma porta. Ele é preso no lugar pela moldura da porta. Os balanços de portas têm um alcance limitado ou opções de posições, mas são favorecidos devido à instalação rápida. Os balanços de porta padrão incluem alças para as pernas e, opcionalmente, um assento. Os balanços de porta de luxo adicionam uma alça de assento adicional. Suas subcategorias incluem balanços de porta padrão e balanços de porta de luxo.
Balanços sexuais corporais são balanços usados no corpo com alças e tiras para as pernas para apoiar outra pessoa e facilitar as posições sexuais em pé.

## Objetivo
O objetivo principal dos balanços é tornar a relação sexual mais excitante exigindo um esforço menor. Um balanço sexual pode permitir maior liberdade de movimento durante a relação sexual e auxiliar em posições sexuais mais difíceis. Os balanços também podem ser usados por pessoas que praticam BDSM, geralmente como dispositivos de bondage. Os balanços podem ser usados para sexo vaginal e anal, bem como para a prática da felação e cunilíngua.
Os balanços sexuais podem permitir que os indivíduos com deficiência ou deficiência física desfrutem de uma ampla variedade de atividades sexuais. Indivíduos com fraqueza muscular ou artrite podem usar um balanço sexual para reduzir a tensão nos músculos ou articulações. Pessoas que usam cadeira de rodas podem se envolver em atividades sexuais usando um balanço sexual suspenso por uma alça.